# Тасарик (Толебійський район)
Тасари́к (каз. Тасарық) — село у складі Толебійського району Туркестанської області Казахстану. Адміністративний центр Тасарицького сільського округу.
До 1993 року село називалось — Блінково.
Населення — 1471 особа (2021; 1556 у 2009, 1406 у 1999, 1224 у 1989).